# Eriejski prekop
Eriejski prekop je rečni prekop, ki povezuje reko Hudson severno od mesta Albany in Eriejsko jezero pri kraju Buffalo v ameriški zvezni državi New York. Poteka v smeri od zahoda proti vzhodu po ledeniški dolini, ki ločuje hribovji Catskill Mountains in Adirondacks ter skupaj z dolino reke Hudson predstavlja edino ravninsko pot skozi Apalače severno od Alabame. Na dolžini 584 km ima 36 zapornic, ki premoščajo višinsko razliko približno 172 m. Skozi zapornice lahko prehajajo plovila, široka največ 13,3 m in dolga največ 91 m.
Prekop je bil dograjen leta 1825 pod vodstvom inženirja Jamesa Fergusona kot plovna pot med vzhodno obalo Združenih držav Amerike in notranjostjo, kar je močno poenostavilo transport v regiji, ki je bila v tem smislu še povsem odvisna od tovornih živali. S tem je omogočil hiter razvoj regije Velikih jezer in utrdil pomen New Yorka, kjer se izliva reka Hudson, kot najpomembnejšega pristanišča na vzhodni obali ZDA. Ob izgradnji je bil za Velikim kitajskim prekopom drugi najdaljši prekop na svetu.
Danes ostaja v uporabi manj kot polovica prvotnega kanala, predvsem vzhodni del so v začetku 20. stoletja izkopali na novo kot del sistema prekopov države New York, preostanek je bil obnovljen in razširjen, da je omogočil plutje večjih tovornih barž. Kljub temu je bil po drugi svetovni vojni zaradi izgradnje drugih transportnih poti (zlasti železnic in mnogo prostornejšega sistema prekopov na Reki svetega Lovrenca) v veliki meri pozabljen; zdaj je pod spomeniškim varstvom in v uporabi predvsem za turistične namene, obstajajo pa tudi novejši poskusi oživitve njegovega komercialnega pomena. Z njim upravlja javna uprava za prekope zvezne države New York.